# Rio de Onor
Rio de Onor es una localidad portuguesa situada en la raya fronteriza con España (donde comparte núcleo poblacional con Rihonor de Castilla), dentro del municipio de Braganza, distrito de Braganza. Hasta 2013 fue una freguesia, pero desde entonces pertenece a Aveleda e Rio de Onor. Posee 44,16 km² de área y 76 habitantes (2011).

## Historia
La freguesía de Rio de Onor fue suprimida el 28 de enero de 2013, en aplicación de una resolución de la Asamblea de la República portuguesa promulgada el 16 de enero de 2013 al unirse con la freguesia de Aveleda, formando la nueva freguesia de Aveleda e Rio de Onor.
Ha sido declarado como una de las Aldeias históricas de Portugal, con base en su atractiva arquitectura popular de pizarra. En los últimos años se ha desarrollado un incipiente turismo rural.

## Localidad fronteriza
Este pueblo tiene una particularidad única en la península ibérica, consistente en formar unidad con el pueblo español de Rihonor de Castilla. Realmente ambos pueblos son uno solo, dividido artificialmente por la raya fronteriza. Debido a esta singularidad, sus habitantes hablan indiferentemente castellano y portugués, ambos muy influenciados por la lengua autóctona: el cuasi extinto rihonorés, dialecto del leonés. Entre los rihonoreses, las partes española y portuguesa son llamadas "povo de cima" y "povo de abaixo" respectivamente ("pueblo de arriba" y "pueblo de abajo").
Rio de Onor todavía existe como aldea comunitaria. Este régimen presupone el intercambio y la asistencia mutua de todos los habitantes, a saber, de las siguientes formas:
- Compartir hornos comunitarios;
- Compartir tierras agrícolas comunitarias, donde todos deben trabajar;
- Compartir un rebaño, que pasta en tierras comunitarias.

Se compone principalmente de casas antiguas de piedra, de dos plantas. La vida familiar tiene lugar en el piso de arriba, con ganado, cereales y otros productos en el piso de abajo. Lo atraviesa el río Onor, afluente del río Sabor que nace en la Sierra de la Culebra, en España.

## Patrimonio
- Iglesia Parroquial de Rio de Onor: Pequeño templo del siglo XVI. Está construida en piedra de cantería y espadaña con reloj.
- Casa do Touro: pequeño espacio museístico donde se puede conocer la historia del pueblo.
- Arquitectura popular de pizarra.